# Bad 25
Bad 25 là bản đặc biệt kỷ niệm 25 năm album phòng thu thứ bảy Bad của nghệ sĩ thu âm người Mỹ Michael Jackson phát hành.

## Danh sách track
| CD1: Original album | CD1: Original album                                         | CD1: Original album          | CD1: Original album |
| STT                 | Nhan đề                                                     | Sáng tác                     | Thời lượng          |
| ------------------- | ----------------------------------------------------------- | ---------------------------- | ------------------- |
| 1.                  | "Bad"                                                       | Michael Jackson              | 4:07                |
| 2.                  | "The Way You Make Me Feel"                                  | Michael Jackson              | 4:59                |
| 3.                  | "Speed Demon"                                               | Michael Jackson              | 4:01                |
| 4.                  | "Liberian Girl"                                             | Michael Jackson              | 3:53                |
| 5.                  | "Just Good Friends" (hợp tác với Stevie Wonder)             | Terry Britten, Graham Lyle   | 4:08                |
| 6.                  | "Another Part of Me"                                        | Michael Jackson              | 3:54                |
| 7.                  | "Man in the Mirror"                                         | Siedah Garrett, Glen Ballard | 5:19                |
| 8.                  | "I Just Can't Stop Loving You" (hợp tác với Siedah Garrett) | Michael Jackson              | 4:25                |
| 9.                  | "Dirty Diana"                                               | Michael Jackson              | 4:52                |
| 10.                 | "Smooth Criminal"                                           | Michael Jackson              | 4:19                |
| 11.                 | "Leave Me Alone"                                            | Michael Jackson              | 4:40                |

| CD2: Bonus Material | CD2: Bonus Material | CD2: Bonus Material                | CD2: Bonus Material |
| STT                 | Nhan đề | Sáng tác                           | Thời lượng          |
| ------------------- | --- | ---------------------------------- | ------------------- |
| 1.                  | "Don't Be Messin' 'Round" (demo)                                                                                       | Michael Jackson                    | 4:19                |
| 2.                  | "I'm So Blue" | Michael Jackson                    | 4:06                |
| 3.                  | "Song Grove (A/K/A Abortion Papers)"                                                                                   | Michael Jackson                    | 4:25                |
| 4.                  | "Free" | Michael Jackson                    | 4:24                |
| 5.                  | "Price Of Fame" | Michael Jackson                    | 4:32                |
| 6.                  | "Al Capone" | Michael Jackson                    | 3:33                |
| 7.                  | "Streetwalker" | Michael Jackson                    | 5:52                |
| 8.                  | "Fly Away" | Michael Jackson                    | 3:26                |
| 9.                  | "Todo Mi Amor Eres Tu (phiên bản tiếng Tây Ban Nha của "I Just Can't Stop Loving You")" (hợp tác với Siedah Garrett)   | Michael Jackson, Rubén Blades      | 4:04                |
| 10.                 | "Je Ne Veux Pas La Fin De Nous (phiên bản tiếng Pháp của "I Just Can't Stop Loving You")" (hợp tác với Siedah Garrett) | Michael Jackson, Christine Decroix | 4:07                |
| 11.                 | "Bad" (Afrojack Remix bởi Pitbull - biên tập bởi DJ Buddha)                                                            | Michael Jackson, Armando Pérez     | 4:24                |
| 12.                 | "Speed Demon" (Remix bởi Nero)                                                                                         | Michael Jackson                    | 4:08                |
| 13.                 | "Bad" (Afrojack Remix (Club Mix))                                                                                      | Michael Jackson                    | 7:31                |

| Phiên bản của Nhật Bản - bonus track | Phiên bản của Nhật Bản - bonus track              | Phiên bản của Nhật Bản - bonus track | Phiên bản của Nhật Bản - bonus track |
| STT                                  | Nhan đề                                           | Sáng tác                             | Thời lượng                           |
| ------------------------------------ | ------------------------------------------------- | ------------------------------------ | ------------------------------------ |
| 14.                                  | "Bad" (Live At Yokohama Stadium - September 1987) | Michael Jackson                      | 4:41                                 |

### Đĩa tặng kèm phiên bản chất lượng cao
| CD3: Michael Jackson: Live at Wembley ngày 16 tháng 7 năm 1988 (âm thanh) | CD3: Michael Jackson: Live at Wembley ngày 16 tháng 7 năm 1988 (âm thanh) | CD3: Michael Jackson: Live at Wembley ngày 16 tháng 7 năm 1988 (âm thanh) | CD3: Michael Jackson: Live at Wembley ngày 16 tháng 7 năm 1988 (âm thanh) |
| STT                                                                       | Nhan đề                                                                   | Sáng tác                                                                  | Thời lượng                                                                |
| ------------------------------------------------------------------------- | ------------------------------------------------------------------------- | ------------------------------------------------------------------------- | ------------------------------------------------------------------------- |
| 1.                                                                        | "Wanna Be Startin' Somethin'"                                             | Michael Jackson                                                           |                                                                           |
| 2.                                                                        | "This Place Hotel"                                                        | Michael Jackson                                                           |                                                                           |
| 3.                                                                        | "Another Part of Me"                                                      | Michael Jackson                                                           |                                                                           |
| 4.                                                                        | "I Just Can't Stop Loving You" (duet with Sheryl Crow)                    | Michael Jackson                                                           |                                                                           |
| 5.                                                                        | "She's Out of My Life"                                                    | Tom Bahler                                                                |                                                                           |
| 6.                                                                        | "I Want You Back/The Love You Save"                                       | Berry Gordy, Freddie Perren, Alphonzo Mizell, Deke Richards               |                                                                           |
| 7.                                                                        | "I'll Be There"                                                           | Berry Gordy, Bob West, Willie Hutch, Hal Davis                            |                                                                           |
| 8.                                                                        | "Rock with You"                                                           | Rod Temperton                                                             |                                                                           |
| 9.                                                                        | "Human Nature"                                                            | Steve Porcaro, John Bettis                                                |                                                                           |
| 10.                                                                       | "Smooth Criminal"                                                         | Michael Jackson                                                           |                                                                           |
| 11.                                                                       | "Dirty Diana"                                                             | Michael Jackson                                                           |                                                                           |
| 12.                                                                       | "Thriller"                                                                | Rod Temperton                                                             |                                                                           |
| 13.                                                                       | ""Bad Groove" Interlude"                                                  | Michael Jackson                                                           |                                                                           |
| 14.                                                                       | "Workin' Day and Night"                                                   | Michael Jackson                                                           |                                                                           |
| 15.                                                                       | "Beat It"                                                                 | Michael Jackson                                                           |                                                                           |
| 16.                                                                       | "Billie Jean"                                                             | Michael Jackson                                                           |                                                                           |
| 17.                                                                       | "Bad"                                                                     | Michael Jackson                                                           |                                                                           |
| 18.                                                                       | "The Way You Make Me Feel"                                                | Michael Jackson                                                           |                                                                           |
| 19.                                                                       | "Man in the Mirror"                                                       | Siedah Garrett, Glen Ballard                                              |                                                                           |

| DVD: Michael Jackson: Live at Wembley ngày 16 tháng 7 năm 1988 | DVD: Michael Jackson: Live at Wembley ngày 16 tháng 7 năm 1988                              | DVD: Michael Jackson: Live at Wembley ngày 16 tháng 7 năm 1988 |
| STT                                                            | Nhan đề                                                                                     | Thời lượng                                                     |
| -------------------------------------------------------------- | ------------------------------------------------------------------------------------------- | -------------------------------------------------------------- |
| 1.                                                             | "Wanna Be Startin' Somethin'"                                                               |                                                                |
| 2.                                                             | "This Place Hotel"                                                                          |                                                                |
| 3.                                                             | "Another Part of Me"                                                                        |                                                                |
| 4.                                                             | "I Just Can't Stop Loving You" (duet with Sheryl Crow)                                      |                                                                |
| 5.                                                             | "She's Out of My Life"                                                                      |                                                                |
| 6.                                                             | "I Want You Back/The Love You Save"                                                         |                                                                |
| 7.                                                             | "I'll Be There"                                                                             |                                                                |
| 8.                                                             | "Rock with You"                                                                             |                                                                |
| 9.                                                             | "Human Nature"                                                                              |                                                                |
| 10.                                                            | "Smooth Criminal"                                                                           |                                                                |
| 11.                                                            | "Dirty Diana"                                                                               |                                                                |
| 12.                                                            | "Thriller"                                                                                  |                                                                |
| 13.                                                            | ""Bad Groove" Interlude"                                                                    |                                                                |
| 14.                                                            | "Workin' Day and Night"                                                                     |                                                                |
| 15.                                                            | "Beat It"                                                                                   |                                                                |
| 16.                                                            | "Billie Jean"                                                                               |                                                                |
| 17.                                                            | "Bad"                                                                                       |                                                                |
| 18.                                                            | "Man in the Mirror"                                                                         |                                                                |
| 19.                                                            | "The Way You Make Me Feel (biểu diễn ngày 15 tháng 7 năm 1988, Luân Đôn, Anh)"              |                                                                |
| 20.                                                            | "I Just Can't Stop Loving You/Bad (biểu diễn ngày 14 tháng 9 năm 1987, Yokohama, Nhật Bản)" |                                                                |